# Unilepidotricha
Unilepidotricha is een vooralsnog monotypisch geslacht van vlinders uit de familie echte motten (Tineidae). De wetenschappelijke naam van het geslacht is voor het eerst geldig gepubliceerd in 2008 door Yun-Li Xiao & Hou-Hun Li.
De typesoort is Unilepidotricha gracilicurva Xiao & Li, 2008

## Soort
- Unilepidotricha gracilicurva Xiao & Li, 2008